# 上海大来时间博物馆
上海大来时间博物馆（英語：Shanghai Dalai Time Museum）是一座位于上海的时钟主题博物馆，被评为嘉定区爱国主义教育基地和科普教育基地，馆长是王燕。

## 历史
创始人为李大来是安亭镇人，曾担任上海贝尔公司中方董事长。2015年开始将收藏的钟表捐献给安亭镇政府，2016年博物馆正式建成开馆，位于上海嘉定区安亭镇和静路981号安亭市民广场内。馆藏1,000余件机械钟表，占地面积1,500平方米，共有五个展区，分别是塔钟区、儿童区、国货区、八音盒区和工匠大师维修观摩区。镇馆之宝是有200年历史的大型塔钟，机芯来自英国，和大本钟来自同一家生产商。
2021年2月1日正式成为中国钟表协会会员。

## 交通
- 上海轨道交通11号线安亭站

## 营业时间
- 周二至周日：上午九点至十二点，下午一点至四点半
- 周一闭馆